# Kremperk
Kremperk je hrib (vzpetina), ki predstavlja najvišjo točko naselja Čagona.
Podatek, naveden na DTK (državna topografska karta) o nadmorski višini 339 m dejansko ne drži, saj je bila tu v obdobju osemdesetih in devetdesetih let 20. stoletja odprta gramozna jama, ki je bistveno spremenila teren, torej znaša sedaj najvišja točka vzpetine okoli 310 m n/v. Kljub temu se s tega mesta nudi čudovit pogled na bližnjo okolico,Pesniško Dolino in Osrednje ter Zahodne Slovenske gorice. Še bolj pa na obzorju izstopajo Hrvaška Ivanjščica in Maceljsko gorje, Donačka gora, Haloze, Boč, Konjiška gora, Pohorje od Rogle preko Mariborskega Pohorja do Črnega Vrha. Preko Dravske doline se nad razgibanim Kozjakom dvigajo Avstrijske Koralpe z Golico in Svinjo, pogled pa se nadaljuje po horizontu v smeri severa  do severo-vzhoda. Edini del, ki se s Kremperka ne vidi so Vzhodne Slovenske gorice in Prekmurje z Goričkim.
V začetku je bil okrog leta 1970 na Vzhodni strani eksplotiran manjši peskokop za potrebe bližnjih domačinov, tako imenovana »Ruda«.  Le ta se je postopoma širila in značilen rjavo - rumeni gramoz so začeli uporabljati za utrjevanje lokalnih cest. Kasneje so Kremperški gramoz uporabljali za tampone  pri izgradnji mnogih cest po Slovenskih goricah vse do Pesnice in Šentilja.
Gramoznica je bila delno sanirana konec prejšnjega tisočletja, vendar neizkoriščen prostor, ki preprosto vabi po aktivnostih, še do danes ni našel prave vsebine.